# Ieroklis Michaelidis
Ieroklis Michaelidis, född 29 september 1960 i Haravgi, Grekland, är en grekisk skådespelare.

## Roller (i urval)
- (2004) - Ta Mahairomata TV-serie
- (2003) - Politiki Kouzina
- (2002) - Camera Cafe TV-serie
- (2001) - I Gynaikes Tis Zois Tis TV-serie
- (2001) - Kolpo Grosso TV-serie
- 2001 – To Be Continued
- (2000) - I Piso Porta
- (2000) - Mavro Gala

## Fotnoter
1. ↑  Bibliothèque nationale de France, BnF Catalogue général : öppen dataplattform, id-nummer i Frankrikes nationalbiblioteks katalog: 17000366w, läs online, läst: 31 december 2019.[källa från Wikidata]